# ウグエン・アカデミーFC
ウグエン・アカデミーFCは、ブータンプナカに本拠地があるサッカークラブである。